# Pithoragarh (dystrykt)
Pithoragarh (dystrykt) – jeden z trzynastu dystryktów indyjskiego stanu Uttarakhand. Znajduje się w dywizji Kumaon. Powierzchnia tego dystryktu wynosi 7169 km². Stolicą dystryktu jest miasto Pithoragarh.

## Położenie
Na zachodzie graniczy z dystryktem Bageshwar, od północnego zachodu z dystryktem Chamoli, a od północnego wschodu z Chinami (z Tybetem). Graniczy również z Nepalem od wschodu i południa, a granica przebiega na rzece Mahakali.